# Свято-Серафимовский монастырь (остров Русский)
Свято-Серафимовский монастырь — православный мужской монастырь на Русском острове близ Владивостока. Основан по благословению архиепископа Владивостокского и Приморского Вениамина в 2001 году на основе православной общины, созданной на острове в 1995 году. Общине было передано здание домовой церкви 34-го Восточно-Сибирского стрелкового полка, освященное в честь св. Серафима Саровского. На Дальнем Востоке — это единственный островной монастырь.

## История
С 1906 года здесь находилась домовая церковь 34-го Восточно-Сибирского стрелкового полка, расквартированного на острове. Церковь была открыта в бараке, который мог за один раз поместить почти 800 человек.
В 1914-м году, походная церковь переместилась в новое кирпичное здание. Освящение храма было выполнено во имя Серафима Саровского. Храм не был единственным на острове, до революции культовых сооружений насчитывалось больше дюжины.
В период Первой мировой войны полк в составе 9-й Восточно-Сибирской стрелковой дивизии уходит на западный фронт. В здание Свято-Серафимовского храма из деревянного здания переезжает Временная церковь при Управлении строительства Владивостокских укреплений, находившаяся в ведении Владивостокской епархии.
В 1925 г. церковное здание было передано военным и в декабре 1929 года здание храма было передано квартирным отделом военного ведомства клубу «Имени товарища Сергеева».
Так цитадель поповского мракобесия превратилась в культурный очаг.Газета «Красное Знамя» от 9 сентября 1930 г.
5 августа 1995 года православная община попросила вернуть ей здание, но ей было отказано. В 1996 году в нём случился пожар и полуразрушенное здание было передано верующим.
11 октября 2001 года Священный Синод Русской православной церкви постановил преобразовать приходской храм преподобного Серафима Саровского в мужской монастырь. В 2005 году был возведён братский корпус, позже построена привратницкая, котельная, мастерские, трапезная, трапезный корпус. С 2014
года ведётся строительство колокольни.
По состоянию на 2013 год в монастыре проживают 25 насельников: 13 черноризцев (монахов и послушников) и 12 трудников.

## Настоятели
- Никон (Анненков) 11 октября 2001 — 26 июля 2010 года[1]
- Климент (Кривоносов) с 26 июля 2010 года[4]

## Галерея
- Вход в храм
- Ворота монастыря
- Внутреннее убранство